# 並木町 (国分寺市)
並木町（なみきちょう）は、東京都国分寺市の町名。現行行政地名は並木町一丁目から並木町三丁目。郵便番号は185-0005。

## 地理
国分寺市北部に位置する。北は北町、東は東戸倉、南は戸倉及び新町、西は立川市若葉町に隣接する。町内は住宅地として利用されている。

### 地価
住宅地の地価は2014年（平成26年）1月1日に公表された公示地価によれば並木町1丁目22番46の地点で21万3000円/m2となっている。

## 世帯数と人口
2017年（平成29年）12月1日現在の世帯数と人口は以下の通りである。
| 丁目         | 世帯数    | 人口    |
| ------------ | --------- | ------- |
| 並木町一丁目 | 627世帯   | 1,560人 |
| 並木町二丁目 | 224世帯   | 607人   |
| 並木町三丁目 | 372世帯   | 929人   |
| 計           | 1,223世帯 | 3,096人 |

## 小・中学校の学区
市立小・中学校に通う場合、学区は以下の通りとなる。
| 丁目         | 番地 | 小学校     | 中学校     |
| ------------ | ---- | ---------- | ---------- |
| 並木町一丁目 | 全域 | 第六小学校 | 第五中学校 |
| 並木町二丁目 | 全域 | 第六小学校 | 第五中学校 |
| 並木町三丁目 | 全域 | 第六小学校 | 第五中学校 |

## 交通

### 鉄道
| 隣接する街区の駅             |
| ---------------------------- |
| 国分寺線 - 恋ヶ窪駅（SK 02） |

※東部を西武国分寺線が通るが、駅自体は街区内に無い

### バス
- 北町公園⇔国立（立川バス　国24-2,国24）の並木町バス停
- 上水営業所⇔国立（立川バス　国26,国25）の並木町バス停、並木2丁目バス停
- 上水営業所⇔国分寺（立川バス　寺50）の並木町バス停、並木2丁目バス停

の3路線が通る。

### 道路
- 東京都道7号杉並あきる野線（五日市街道）

## 施設
- 国分寺市立第五中学校
- 国分寺市立第六小学校
- むらさき幼稚園
- 国分寺市立並木図書館
- 鳳林院